# 南投縣青年發展所
南投縣青年發展所，為南投縣政府所屬二級機關，位於南投縣南投市，專責處理青年事務發展、青年創業、青年就業、青年公共參與事項，由南投縣政府社會及勞動局督導，於2024年1月1日掛牌成立。

## 組織架構
南投縣政府青年發展所設有兩科別，為「公共參與課」與「職涯發展課」，人事管理員與會計員則分別由人事處及主計處派員兼任。

## 沿革
南投縣政府社會及勞動處勞工行政科，於2018年4月1日更名勞工及青年科，為南投縣首個青年政府機關部門。
2024年4月1日社會及勞動處撥出青年科業務成立青年發展所，隔年社會及勞動處改制為社會及勞動局，青年發展所仍隸屬於此。

## 外部連結
- 南投縣青年發展所